# Foucault-Prisma

Strahlverlauf im Foucault-Prisma. Die optische Achse (OA) der Kalkspatprismen liegt in der Zeichnungsebene. Die dem außerordentlichen Strahl überlagerten vertikalen Pfeile deuten die Polarisationsrichtung parallel zur OA an, die Punkte auf dem ordentlichen Strahl die Polarisation senkrecht dazu.

Das Foucault-Prisma, auch foucaultsches Prisma (nach Léon Foucault), ist ein auf Doppelbrechung und Totalreflexion basierender Polarisator, der unpolarisiertes Licht linear polarisiert (p-Polarisation, d. h., die Polarisationsebene ist in der Einfallsebene). Das Prinzip ähnlich dem Nicol-Prisma wurde 1857 von Foucault vorgestellt.

## Aufbau
Das Foucaultsches Prisma besteht aus zwei Teilprismen aus einem optisch einachsigen Kristall, wobei die Teilprismen an den Grenzflächen durch einen Luftspalt getrennt sind. Das Foucault-Prisma ist somit ein modifiziertes Nicol-Prisma, bei dem die Zwischenschicht aus Kanadabalsam durch Luft ersetzt wurde. Die Vorgehensweise bei der Herstellung ist daher weitgehend identisch, siehe Nicol-Prisma. 
Da der Brechungsindex von Luft immer kleiner ist als der Brechungsindex des ordentlichen und des außerordentlichen Strahls, muss der Schnittwinkel so gewählt werden, dass der Einfallswinkel auf die Schnittfläche für den ordentlichen Strahl größer und für den außerordentlichen Strahl kleiner als der Grenzwinkel der Totalreflexion. Andernfalls erfolgt keine klare Strahltrennung unter Nutzung der Totalreflexion. Der ordentliche Strahl, dessen Lichtvektor senkrecht zum Hauptschnitt schwingt, wird am Luftspalt total reflektiert, während der außerordentliche Strahl, der parallel zum Hauptschnitt polarisiert ist, fast unabgelenkt aus dem Prisma heraustritt.
Foucault gab den Schnittwinkel mit 59° bzw. ein Seitenverhältnis von 5:4 (Länge zu Höhe) an. Neuere Werke zu Polarisationsprismen geben hingegen 51° an, was in sinnvollere Werte für den Strahlverlauf zeigt, siehe unten. In beiden Fällen liegt der Schnittwinkel näherungsweise parallel zur optischen Achse und die Länge des Prismas kann deutlich reduziert werden (das Längenverhältnis ist immer 1,5:1 oder kleiner). Der Materialbedarf ist ca. ein Drittel des Nicol-Prismas und ist damit vor allem bei Prismen für große Strahldurchmesser deutlich günstiger.

## Funktionsweise und Eigenschaften
Fällt ein parallel zu den langen Seitenflächen verlaufender Lichtstrahl (Im Beispiel mit der Wellenlänge 589 nm, Natrium-D-Linie) auf die linke Stirnfläche, wird er gemäß dem Brechungsgesetz gebrochen. Der Einfallswinkel auf der Stirnfläche beträgt 22° (= 90° − 68° Neigung der Stirnfläche). Aufgrund der doppelbrechenden Eigenschaften von Kalkspat und der Tatsache, dass die Stirnfläche senkrecht auf der optischen Achse steht, spaltet sich der einfallende Lichtstrahl in zwei Teilstrahlen auf: dem ordentlichen und dem außerordentlichen Strahl. Aufgrund unterschiedlicher Brechzahlen ergeben sich die Brechungswinkel 13,06° für den ordentlichen Strahl (no = 1,658) und 14,6° für den außerordentlichen Strahl (nao = 1,486).
Durch die Winkelbeziehung der Stirnflächen zur Schnittfläche fällt der ordentliche Strahl mit 37,94° (= 51° − 13,06°) auf die Schnittfläche (Grenzfläche zu Luft) ein. Dies ist größer als der Grenzwinkel der Totalreflexion von 37,1°. Der ordentliche Strahl wird daher totalreflektiert und tritt an einer Seitenfläche aus dem Prisma aus.
Der außerordentliche Strahl trifft hingegen mit einem Winkel von 36,4° (= 51° − 14,6°) als p-polarisierte Strahl auf die Schnittfläche. Dies ist kleiner als der Grenzwinkel der Totalreflexion von 42,3° und der außerordentliche Strahl wird an der Grenzfläche normal gebrochen (23,5°), aber auch teilweise in reflektiert (Reflexionsgrad R = 0,5 %).
Der transmittierte Teil wird nochmals an der Schnittfläche zum zweiten Prismateil gebrochen (und teilweise reflektiert) und tritt als parallel zur optischen Achse linear polarisierter Strahl, leicht versetzt zum einfallenden Strahl an der zweiten Stirnfläche aus dem Prisma aus.
Da die Begrenzungen durch das Kanadabalsam entfallen zeigt das Foucault-Prisma bessere Eigenschaften für ultraviolettes Licht und höheren Strahlungsleistungen als das Nicol-Prisma. Jedoch weisen Polarisationsprismen mit Luft als Zwischenmedium generell kleinere Akzeptanzwinkel für die Konvergenz eines Strahlenbündels, diese beträgt beim Foucault-Prisma nur noch 8°. Zudem ist es schwieriger das Prisma in eine Fassung einzubauen und die Mehrfachreflexionen in der Luftschicht können störende Interferenzen erzeugen.

## Abgrenzung zu anderen Prismenarten
Das Foucault-Prisma wird nur wenig in Lehrbüchern zur Optik erwähnt und heute kaum von Prismen-Herstellern angeboten. Wie andere Prismen vom Nicol-Typ wurde auch das Foucault-Prisma durch eine entsprechende Variante des Glan-Typ mit besseren optischen Eigenschaften und ebenfalls kürzeren Bauformen, dem Glan-Foucault-Prisma bzw. dem Glan-Taylor-Prisma, verdrängt (vor allem für Laseranwendungen mit höheren Strahlungsleistungen).